# Papagaio-de-cara-amarela

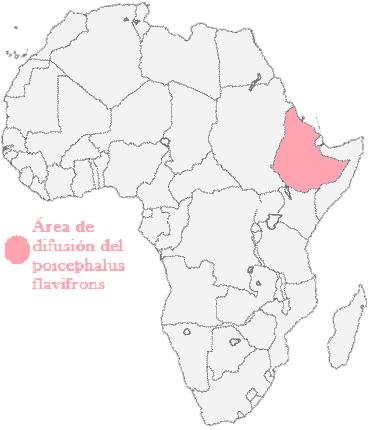

O Papagaio-de-cara-amarela (Poicephalus flavifrons) é um papagaio endêmico das Terras Altas da Etiópia.  É principalmente verde com uma cabeça amarela. Relativamente pouco se sabe sobre esta ave.

## Taxonomia
O naturalista alemão Eduard Rüppell descreveu pela primeira vez o papagaio de frente amarela em 1845. Seu nome de espécie é derivado das palavras latinas flavus "amarelo" e frons "testa". Também é conhecido como papagaio de cara amarela. As autoridades mais recentes o tratam como monotípico, mas alguns reconheceram duas subespécies ligeiramente diferentes, P. f. flavifrons e P. f. auranticeps.

## Descrição

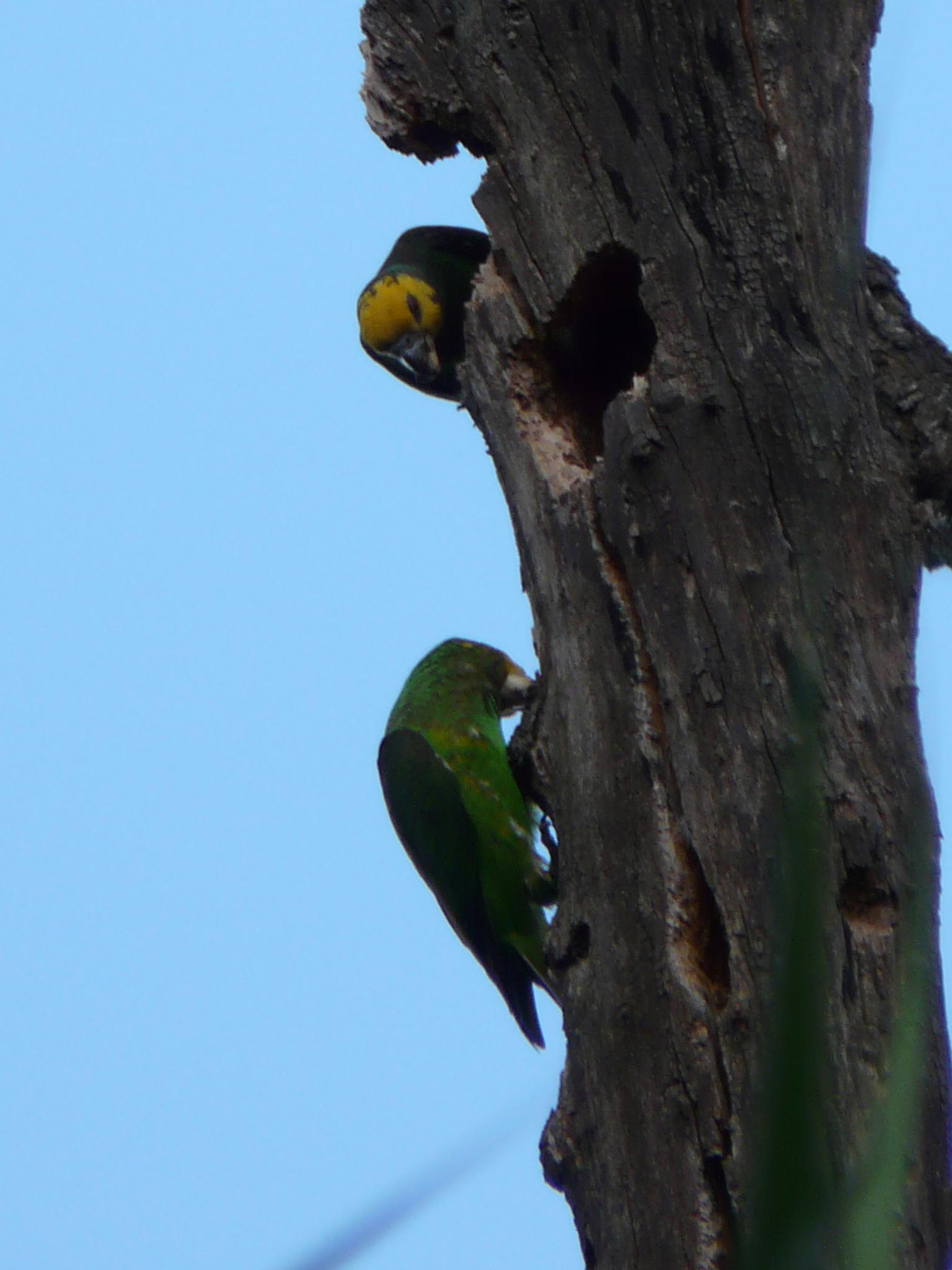
Adulto (acima) e juvenil (abaixo) em uma ilha no Lago Tana, Etiópia

O papagaio de testa amarela mede cerca 28 cm (11 in) comprimento e é principalmente verde com as partes superiores sendo um verde mais escuro, a cauda sendo marrom-oliva e as pernas um marrom-acinzentado escuro. O rosto é amarelo-alaranjado. Quando duas subespécies são reconhecidas, acredita-se que o nominado tenha amarelo na cabeça e no rosto, enquanto em P. f. aurantiiceps parte do amarelo é substituído por laranja. O bico superior é cinza acastanhado e o bico inferior é cor de osso, as íris são vermelho-alaranjadas e os anéis oculares nus e a cera são cinza. Adultos masculinos e femininos têm aparência externa idêntica. Os juvenis são mais opacos do que os adultos com uma cabeça principalmente cinza, íris marrons e apenas uma pequena quantidade de amarelo na frente do rosto, incluindo na testa.

## Variar
Este papagaio é endêmico das Terras Altas da Etiópia em cerca de 1,000–3,000 m (3,300–9,800 ft) acima do nível do mar. Quando duas subespécies são reconhecidas, a nominada é encontrada nas terras altas ao redor do Lago Tana e também na Etiópia central, e P. f. aurantiiceps é encontrado no sudoeste da Etiópia. Ele vive em habitats florestais, ao contrário da maioria dos outros papagaios Poicephalus, além do complexo de superespécies do Cabo e do papagaio-de-testa-vermelha.

## Avicultura
O papagaio-de-peito-amarelo é desconhecido na avicultura.